# スリジャヤワルダナプラ大学
スリジャヤワルナダプラ大学（英語: University of Sri Jayewardenepura, シンハラ語: ශ්‍රී ජයවර්ධනපුර විශ්වවිද්‍යාලය, タミル語: ஸ்ரீ ஜயவர்தனபுர பல்கலைக்கழகம், 略称：USJ）は、スリランカの大学。首都スリ・ジャヤワルダナプラ・コッテ近郊ガンゴダーウィラ、ヌゲーゴダにキャンパスを有する。1958年創立。前身の仏教教育センターは1873年に創立した。

## 歴史

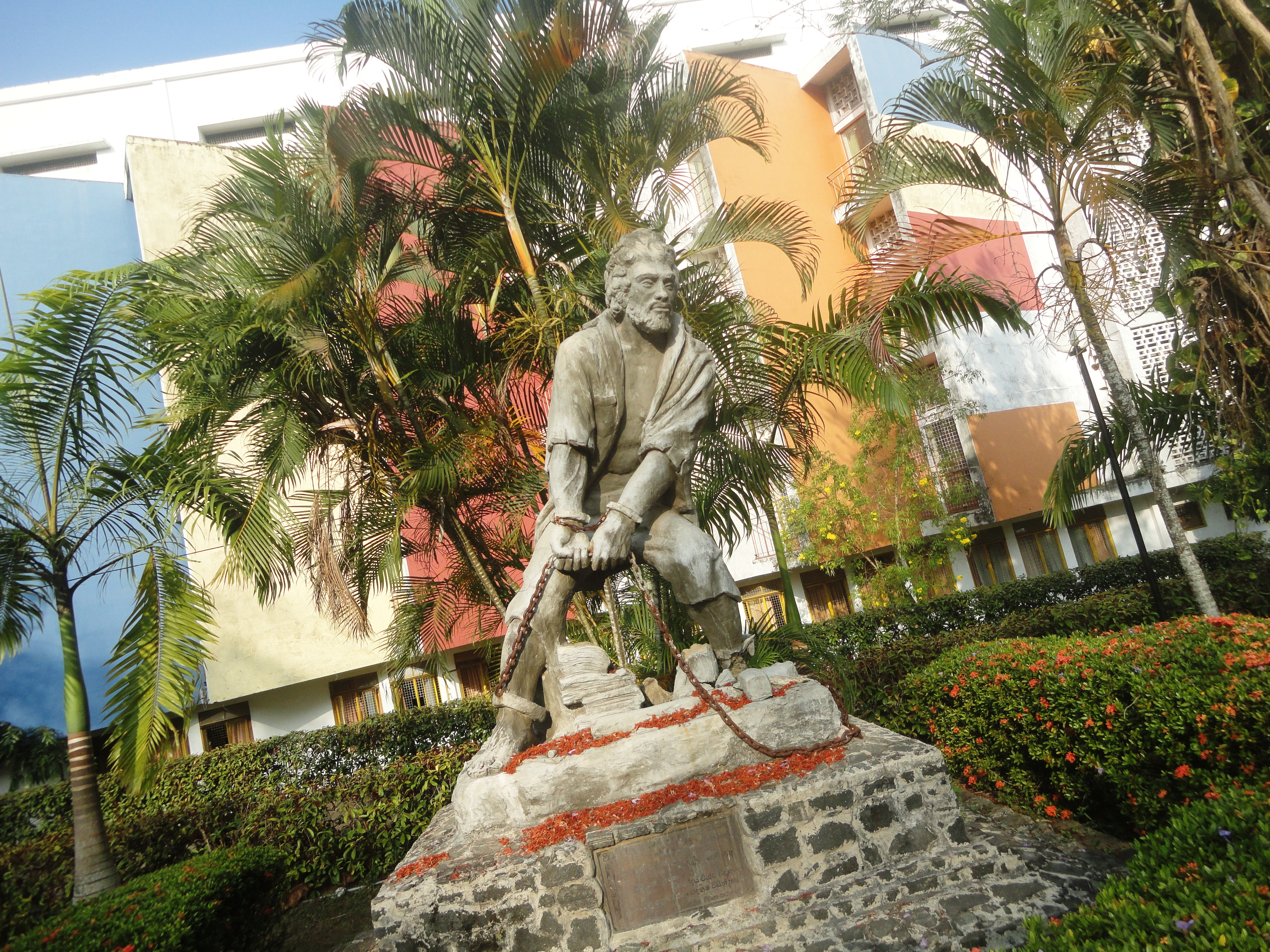
大学構内にある銅像

スリジャヤワルダナプラ大学の歴史は、当時の高僧によって前身校が設立された1873年に遡る。
1956年、首相に就任したソロモン・バンダラナイケは民族教育を推進し、この学校とケラニヤ大学の前身校を大学に昇格させることを決めた。そして、1958年に実際にヴィデョダーヤ大学として再出発した。

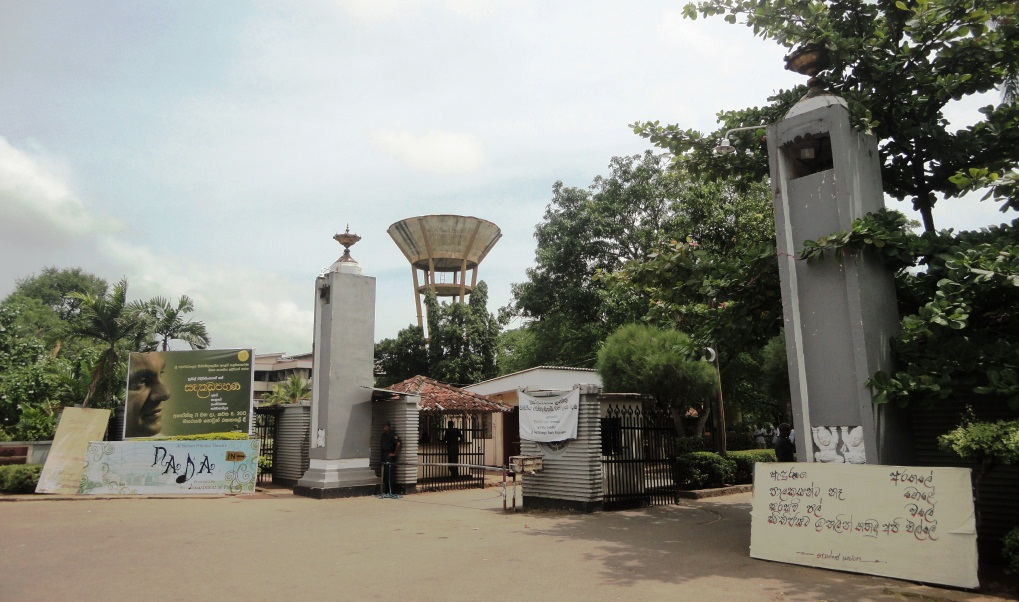
スリランカ大学

1961年、コロンボとラトゥナプラを結ぶ高規格道路（国道A4号）に面し、コロンボ市街地から南東15キロメートルの位置にあるガンゴダーウィラへの移転が決まり、11月22日に実現した。
1966年、高等教育法第20号によって女子学生の受け入れが始まった。
ワルポラ・ラフラ・テーロ博士が副学長を務めていた時期に同大学は大きく成長した。1969年にラフラ・テーロ副学長が大学を退任し、言語学者のD・E・ハティアラッチ教授が後任を務めた。またこの時期には、後の大統領となるマヒンダ・ラージャパクサも勤務していた。
現在は応用科学、工学、大学院、人文社会科学、経営・商学、医学、技術の7部門で構成される。

## 組織

### 学部・研究科

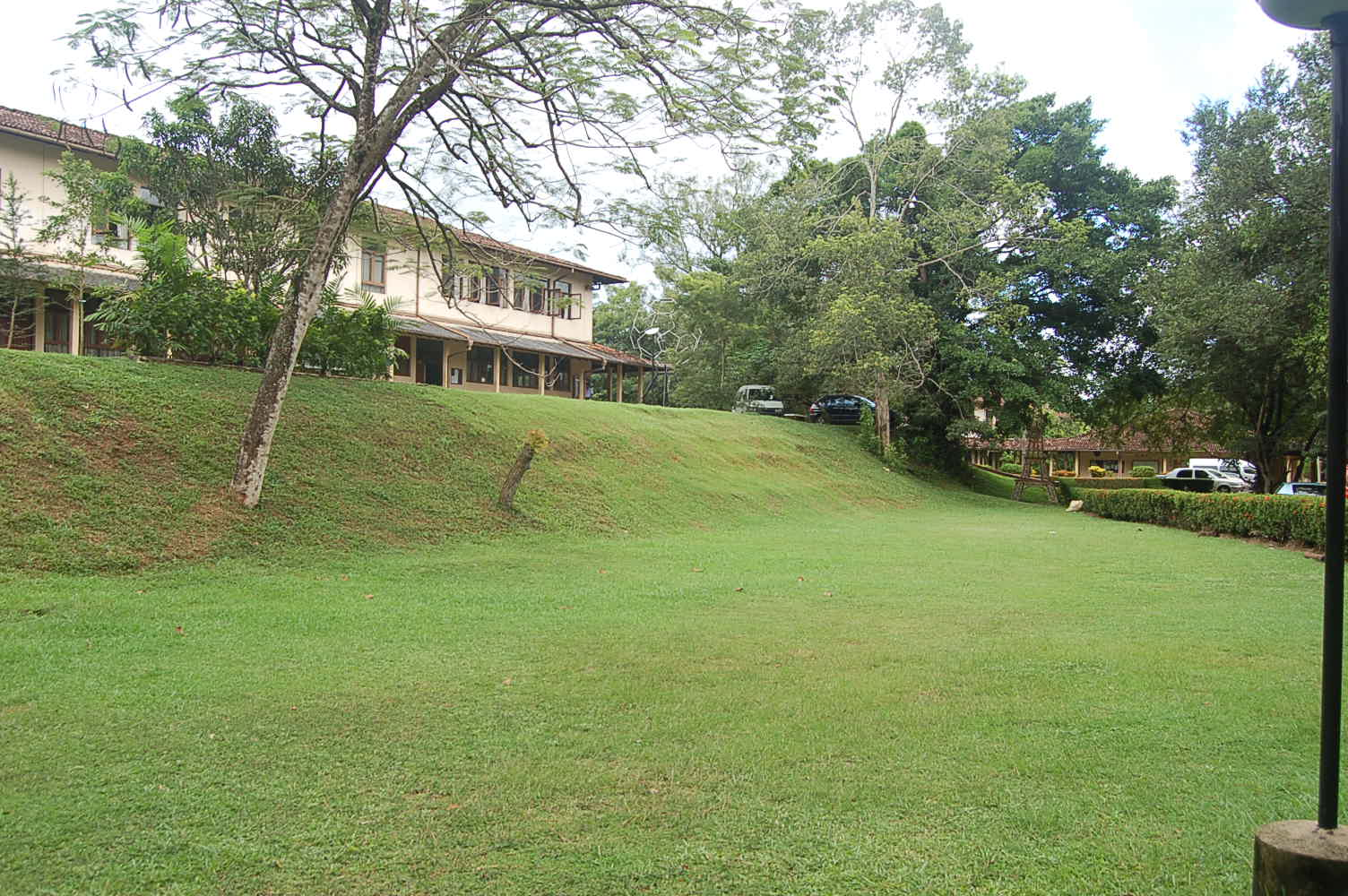
応用科学部棟

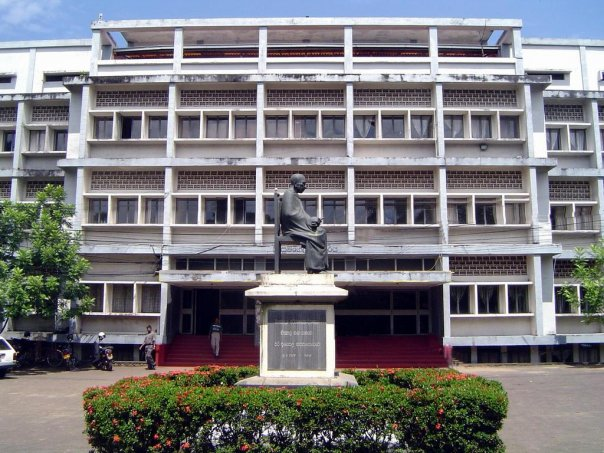
人文社会科学棟

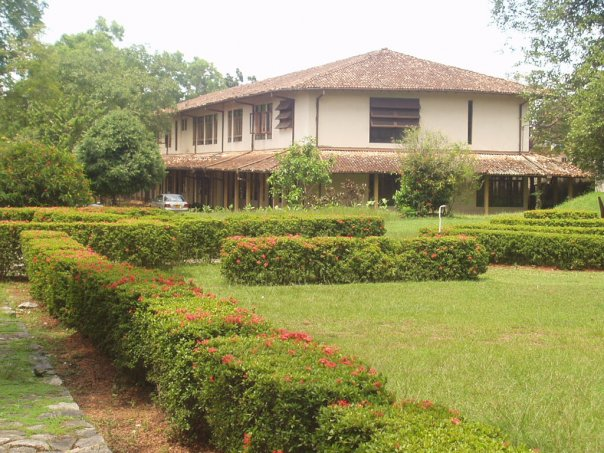
物理学棟

スリジャヤワルダナプラ大学には、2020年現在以下の学部・研究科が設置されている。
- 人文社会科学部（Faculty of Humanities & Social Sciences）
- 経営・商学部（Faculty of Management Studies & Commerce）
- 応用科学部（Faculty of Applied Sciences）
- 医学部（Faculty of Medical Sciences）
- 科学技術学部（Faculty of Technology）
- 工学部（Faculty of Engineering）
- 大学院[5]（Faculty of Graduate Studies）

## 関連人物

### 主な卒業生
- A・T・アリヤラトネ - 社会活動家、サルボダヤ・シュラマダーナ運動（英語版）創始者
- サンパット・アマラトゥンゲ - 農学者、スリジャヤワルダナプラ大学副学長、教育省大学助成委員会会長